# Moustiers-Sainte-Marie
Moustiers-Sainte-Marie är en kommun i departementet Alpes-de-Haute-Provence i regionen Provence-Alpes-Côte d'Azur i sydöstra Frankrike. Kommunen ligger i kantonen Moustiers-Sainte-Marie som ligger i arrondissementet Digne-les-Bains. År 2022 hade Moustiers-Sainte-Marie 695 invånare.

## Befolkningsutveckling
Antalet invånare i kommunen Moustiers-Sainte-Marie
Referens: INSEE